# Ucar (raion)
Ucar est l'une des 78 subdivisions de l'Azerbaïdjan. Sa capitale se nomme Ucar. Ujar est situé au sud de Goytchay, à 240 km de Bakou, dans le centre du pays. Cette région contient l'oléoduc Bakou-Tbilissi-Ceyhan au sud de la plaine de Chirvan. Il y a 32 villages et 1 ville à Ujar. Les plus grandes communautés sont Qazyan, Mussuslu et Garaborque.
En 2009, la population d'Ujar était estimée à 77 900 personnes, dont 22% étaient des citadins et 78% des ruraux.  La population est à 99,7% d'Azerbaïdjanais,.

## Histoire
Le rayon d'Ujar a été créé le 24 janvier 1939 en tant qu'unité administrative indépendante d'une partie de la région de Goytchay.

## Étymologie
Le nom Ujar (en azéri – Ucar) dérive du mot turc "Ucqar" qui signifie "éloigné", car Ujar était éloigné de la capitale de Chirvanchah (Bakou) et de la frontière de l’État de Chirvan.

## Territoire et population
Il couvre une superficie de 867 kilomètres carrés, avec une population de 74 815 personnes et une densité de population de 86,29 habitants au kilomètre carré,. 

## Économie
La région est dominée par l'agriculture. Le coton et les céréales et les fermes d'élevage sont la principale source de revenus. L'oléoduc Bakou-Tbilissi-Ceyhan coule dans le rayon.

## Personnes célèbres
- Habibi
- Malikballi Gourban
- Vacila Zahidova
- Achafatma Karimova
- Achig Ahliman
- Chamsaddin Hajiyev
- Zemfira Aliyeva
- Agharahim Rahimov
- Nadir Suleymanov
- Nariman Valiyev
- Zarbali Mirza
- Karim Mammadov
- Vussala Mahirghizi
- Ehtiram Aliyev
- Novruzali Oroujov
- Boyukaga Yahyayev
- Agalar Bayramov
- Zohrab Aliyev

## Administration

### Dirigeants
- Guluchov Ibich - de 1994 au 29 mars 2005
- Gafourov Arzou Telman oglu - du 29 mars 2005 au 5 avril 2010[5],[6]
- Mamedov Gahraman - depuis le 5 avril 2010
- Mamedov Mansour Hamza oglu - depuis le 27 janvier 2015

## Municipalités
Le rayon d’Ujar est divisé en vingt-neuf municipalités.
La municipalité d'Ujar est étendue à la ville d'Ucar
- Municipalité de Malikballi
- Municipalité de Mussuslu
- Municipalité de Garaborque
- Municipalité d'Alpi
- Municipalité de Gazigumlag
- Municipalité de Ramal
- Municipalité de Garadaghli
- Municipalité d'Alpout
- Municipalité de Gazyan
- Municipalité de Lak
- Municipalité  de Boyat
- Municipalité de Khelej
- Municipalité de Chilyan
- Municipalité de Garajalli
- Municipalité de Berguchad
- Municipalité de Yukhari Tchiyni
- Municipalité de Gulabend
- Municipalité de Resteje etc.[1]

## Galerie

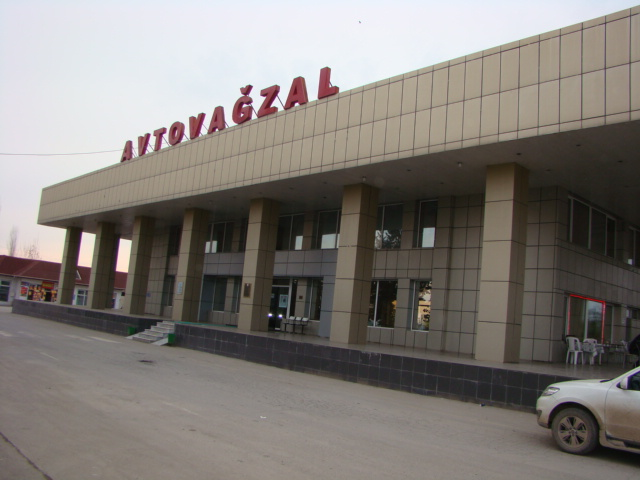
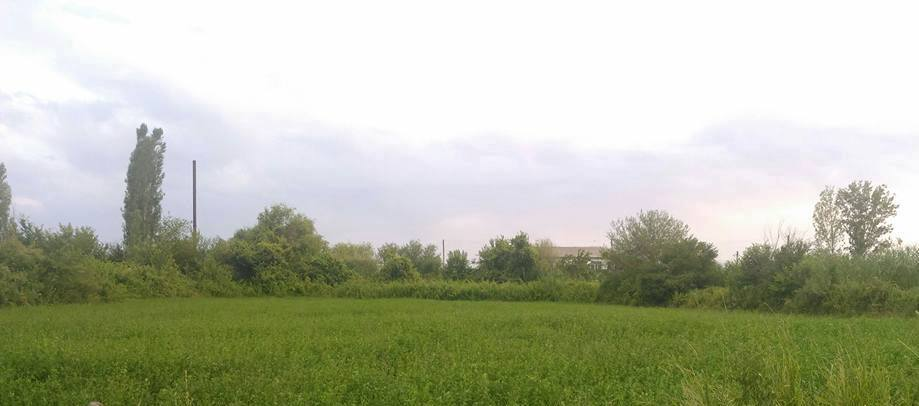
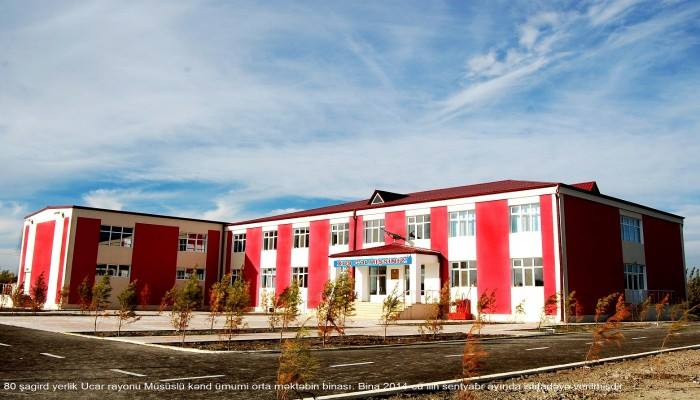
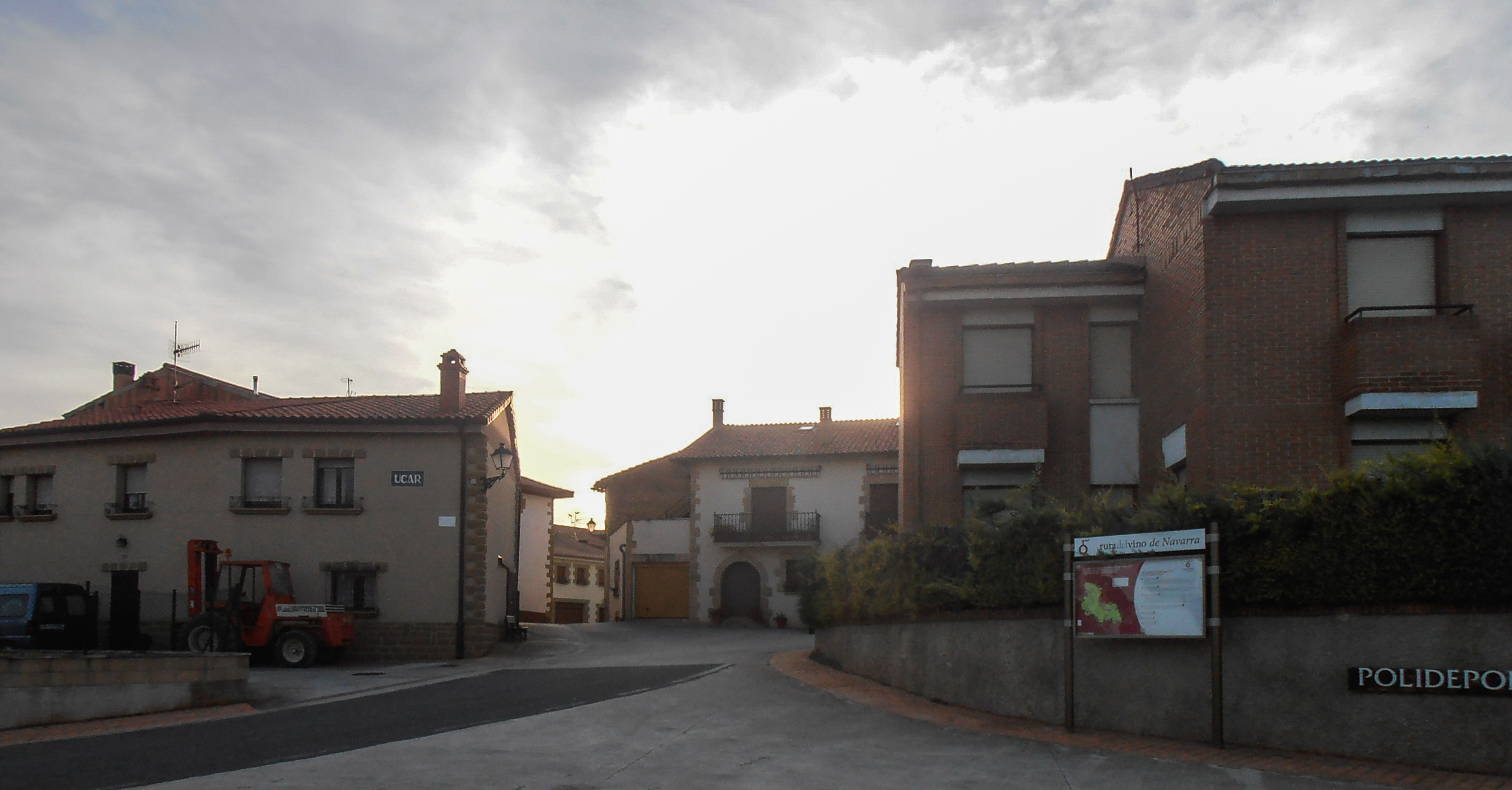